# Didderse

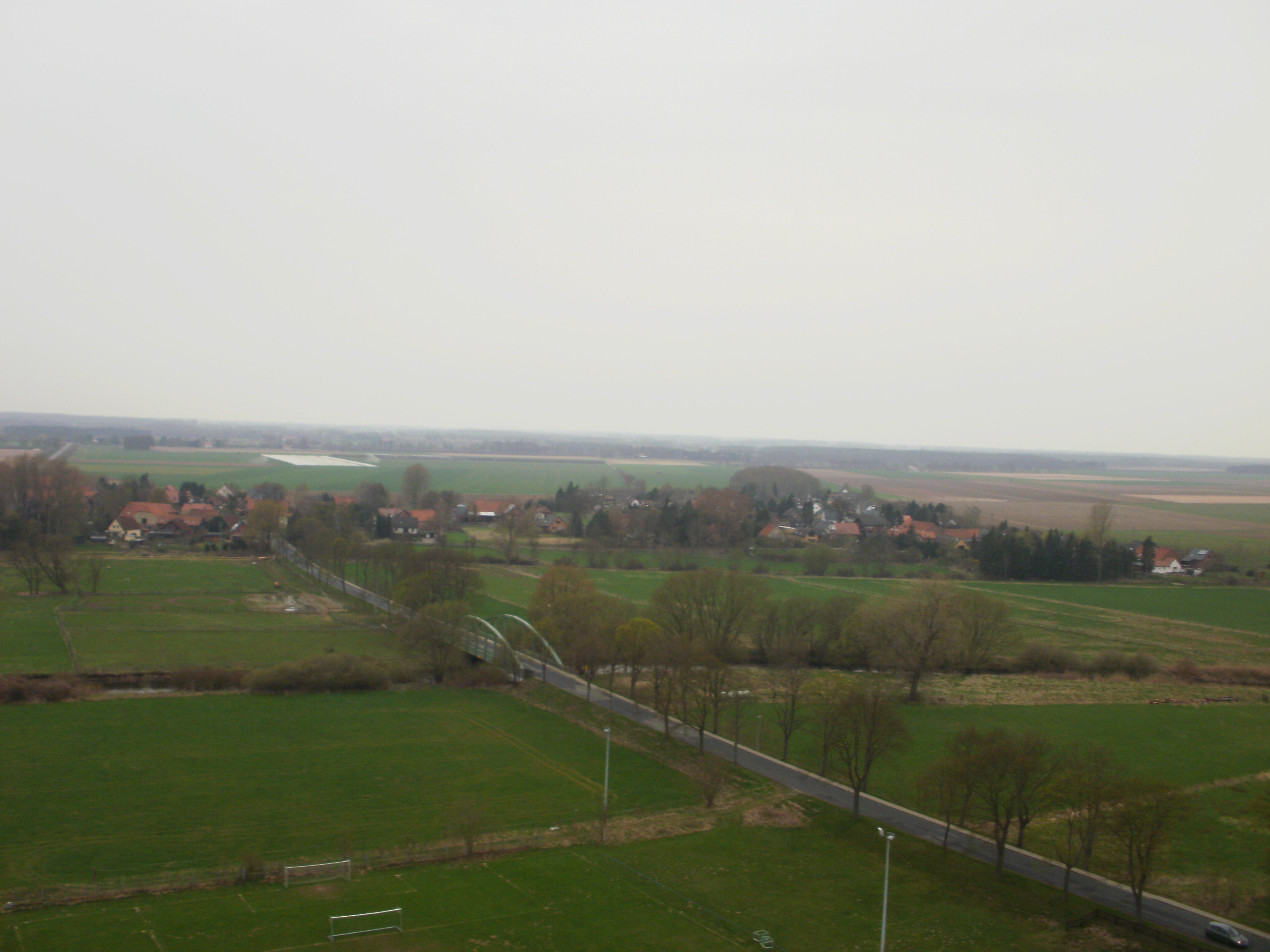
Ortskern von Didderse, von Osten aus gesehen, im Vordergrund die Oker

Didderse ist eine Gemeinde im Landkreis Gifhorn in Niedersachsen. Sie gehört der Samtgemeinde Papenteich an, die ihren Verwaltungssitz in der Gemeinde Meine hat.

## Geografie

### Lage
Didderse liegt zwischen den Naturparks Elm-Lappwald und Südheide an der Oker.

### Nachbargemeinden
Didderse grenzt an folgende Gemeinden (im Uhrzeigersinn, von Norden beginnend):
- Hillerse, Adenbüttel, Wendeburg und Edemissen.

## Religion
Die Gemeinde ist größtenteils protestantischer Konfession und bildet zusammen mit den Ortschaften Hillerse, Rolfsbüttel und Neubrück eine Kirchengemeinde.

## Bevölkerung
| Didderse – Bevölkerungsentwicklung seit 1821                                                                          | Didderse – Bevölkerungsentwicklung seit 1821  | Didderse – Bevölkerungsentwicklung seit 1821 | Didderse – Bevölkerungsentwicklung seit 1821 | Didderse – Bevölkerungsentwicklung seit 1821 |
| Entwicklung | Jahr                                          | Einwohner                                    | Jahr                                         | Einwohner                                    |
| --- | --------------------------------------------- | -------------------------------------------- | -------------------------------------------- | -------------------------------------------- |
| Hier fehlt eine Grafik, die leoder im Moment aus technischen Gründen nicht angezeigt werden kann. Wir arbeiten daran! | 1821                                          | 356                                          | 1961                                         | 758                                          |
| Hier fehlt eine Grafik, die leoder im Moment aus technischen Gründen nicht angezeigt werden kann. Wir arbeiten daran! | 1871                                          | 394                                          | 1970                                         | 783                                          |
| Hier fehlt eine Grafik, die leoder im Moment aus technischen Gründen nicht angezeigt werden kann. Wir arbeiten daran! | 1885                                          | 344                                          | 1980                                         | 797                                          |
| Hier fehlt eine Grafik, die leoder im Moment aus technischen Gründen nicht angezeigt werden kann. Wir arbeiten daran! | 1925                                          | 621                                          | 1990                                         | 905                                          |
| Hier fehlt eine Grafik, die leoder im Moment aus technischen Gründen nicht angezeigt werden kann. Wir arbeiten daran! | 1933                                          | 611                                          | 2000                                         | 1293                                         |
| Hier fehlt eine Grafik, die leoder im Moment aus technischen Gründen nicht angezeigt werden kann. Wir arbeiten daran! | 1939                                          | 613                                          | 2015                                         | 1311                                         |
| Hier fehlt eine Grafik, die leoder im Moment aus technischen Gründen nicht angezeigt werden kann. Wir arbeiten daran! | 1950                                          | 982                                          | 2016                                         | 1344                                         |
| Hier fehlt eine Grafik, die leoder im Moment aus technischen Gründen nicht angezeigt werden kann. Wir arbeiten daran! | jeweils zum 31. Dezember des Jahres Quelle: . |                                              |                                              |                                              |

## Geschichte
Mehrere frühgeschichtliche Funde in der Umgebung von Didderse deuten auf eine frühe Siedlungsaktivität hin. Es wurden mehrere Urnenfelder lokalisiert sowie Bronzeäxte und einzelne Urnen gefunden.
Die erste urkundliche Erwähnung stammt aus dem Jahr 780. Die Urkunde diente der Übertragung von Gütern sächsischer Edelleute in mehreren Dörfern des Liergaus an das Kloster Fulda. Didderse wird, zusammen mit zwanzig anderen Ortschaften wie Schwülper, als „Tideshusen“ erwähnt. Damit gehört Didderse vermutlich zu den ältesten Ortschaften im Papenteich.
Am 1. März 1974 verlor die Gemeinde Didderse ihre Selbständigkeit. Sie wurde zusammen mit den Gemeinden Bortfeld, Harvesse, Meerdorf, Neubrück, Rüper, Sophiental und Wense der Gemeinde Wendeburg im Landkreis Peine zugesprochen. Nach dem Widerstand der Bevölkerung wurde die Gemeinde Didderse durch Ausgliederung aus Wendeburg am 1. Mai 1981 neu errichtet und in den Landkreis Gifhorn zurückgegliedert. Die neue Gemeinde entspricht in ihrem Zuschnitt nicht genau der Ausdehnung der ehemaligen Gemeinde Didderse. Seit 2006 ist Didderse die einzige schuldenfreie Gemeinde in der Samtgemeinde Papenteich.

## Herkunft des Ortsnamens
Alte Bezeichnungen von Didderse sind 780–802 Tid(er)eshusen, um 924 Ditenhusen, 1237 Thiddegessem, um 1250 Dhidikessen, 1272 Thidersen, 1281 Dhidegessen und 1311 Diderse. Der Ortsname ist in seiner Geschichte starken Veränderungen unterworfen gewesen. Offenbar ist es eine Wortbildung mit „-husen“, vielleicht noch am ehesten aus altem „Tiad-her-es-husen“ zu entwickeln. Der Personenname „Tiad-her“ aus dem germanischen „Diut-her“, von diut für „Volk“ und harja für „Heer, Kriegerschar“.

## Politik

### Gemeinderat
Der Gemeinderat aus Didderse setzt sich aus elf Ratsfrauen und Ratsherren zusammen.
- Fraktion CDU 3 Sitze
- Fraktion  SPD 5 Sitze
- Gruppe Grüne/Warnecke 3 Sitze

(Stand: Kommunalwahl am 12. September 2021)

### Bürgermeister
Zur ehrenamtlichen Bürgermeisterin wurde am 15. November 2021 Antje Thomsen (SPD) gewählt.

### Wappen
Wappenbeschreibung
„Schräglinks geteilt; oben auf mit roten Herzen bestreuten goldenen Grund ein blauer, aufrechter halber rotbewehrter Löwe mit roter Zunge, der ein silbernes, nach unten gerichtetes Füllhorn trägt; unten auf rotem Grund eine silberne Spargelblüte.“
Der dänisch-lüneburgische Löwe soll an die lange Zugehörigkeit zum Landkreis Gifhorn sowie dem Lüneburgischen Herrschaftsgebiet erinnern. Zum bessern Unterschied zum Braunschweiger Löwen wurden rote Herzen gestreut. Die silberne Spargelblüte symbolisiert den für das Dorf wichtigen Spargelanbau. Die Farben Rot und Silber weisen auf die Nähe und wirtschaftliche Bedeutung der Stadt Braunschweig (Stadtfarben: rot/silber) hin.

## Wirtschaft und Infrastruktur

### Bergbau
Bereits 1906 wurden östlich von Didderse in Richtung Adenbüttel Probebohrungen bis in eine Tiefe von über 800 m durchgeführt. Anschließend wurde ein Kalibergwerk errichtet, das von 1912 bis 1921 in Betrieb war. Reste des Verwaltungsgebäudes sind noch heute vorhanden.

### Verkehr
Didderse liegt nördlich der Bundesautobahn 2, in unmittelbarer Nähe der Bundesstraße 214, die Braunschweig und Celle verbindet.

### Öffentliche Einrichtungen
- Schule: Die erste Erwähnung eines Schuldienstes in Didderse stammt aus dem Jahr 1636. Ab 1862 wurde im Küsterhaus (heutiges Gemeindehaus) ein regelmäßiger Schuldienst abgehalten. 1928/29 wurde eine neue Schule errichtet, die 1959 noch erweitert wurde. Der Schuldienst in Didderse wurde später ganz eingestellt. Heute besuchen die Kinder und Jugendlichen aus dem Ort die Grundschule Adenbüttel bzw. weiterführenden Schulen in Meine, Gifhorn und Braunschweig.
- Feuerwehr und Zivilschutz: Bereits seit 1846 verfügte der Ort über eine Wagenspritze. Zunächst wurde diese aber nur durch die Anwohner bei Bedarf geführt. Erst im Jahr 1900 wurde die Freiwillige Feuerwehr gegründet.

### Sport
Es besteht der Sportverein SSV Didderse mit den Sparten Fußball, Turnen und Tischtennis.